# Apala
Apala ist ein Musikstil, der ursprünglich von den Yoruba aus Nigeria stammt. Der auf Schlaginstrumenten basierende Musikstil wurde Ende der 1930er Jahre entwickelt, um die den Ramadan praktizierenden Gläubigen aufzuwecken. Unter dem Einfluss kubanischer Musik wurde der Rhythmus zunehmend komplexer und wurde in ganz Nigeria populär.
Gespielt wird Apala mit einem Sèkèrè, einem Agidigbo, einem Agogô und zwei oder drei Gangans.